# D'Artagnan, chevalier du roi
Pour les articles homonymes, voir D'Artagnan (homonymie).
D’Artagnan, chevalier du roi est un feuilleton télévisé français en cinq épisodes en noir et blanc de 13 minutes, réalisé par Henri Carrier et diffusé du 4 au 8 avril 1966 sur la première chaîne de l'ORTF.

## Synopsis
Ce feuilleton destiné à un jeune public, met en scène une aventure du chevalier d'Artagnan, pendant l'adolescence du roi Louis XIV, alors que la France était gouvernée par Mazarin.

## Distribution
- Michel Le Royer : D'Artagnan
- Robert Bousquet : Aramis
- Christian Barbier : Porthos
- Guy Delorme : Blas de Moguer
- Pierre Nègre : Mazarin
- Françoise Petit : Mademoiselle de Beauvilliers
- Pierre Garin : Milano
- Claude Carliez : le maître d'armes
- Philippe Mareuil : Molière
- Serge Ducher : Louis XIV

## Épisodes
1. Le Contrat
2. Le Cardinal
3. Blas de Moguer
4. L’Enlèvement
5. Les Mousquetaires